# Oxalaia
Oxalaia is een vleesetend geslacht van theropode dinosauriërs, behorend tot de groep van de Spinosauroidea, dat tijdens het late Krijt leefde in het gebied van het huidige Brazilië. De enige benoemde soort is de typesoort Oxalaia quilombensis.

## Vondst en naamgeving
Het belangrijkste fossiel werd in 1999 in situ, dus nog begraven, door Machado gevonden aan een strand op de oostkust van het Ilha do Cajual, nabij Maranhão, bij het Laje do Coringa, een vindplaats die in 1997 werd ontdekt.

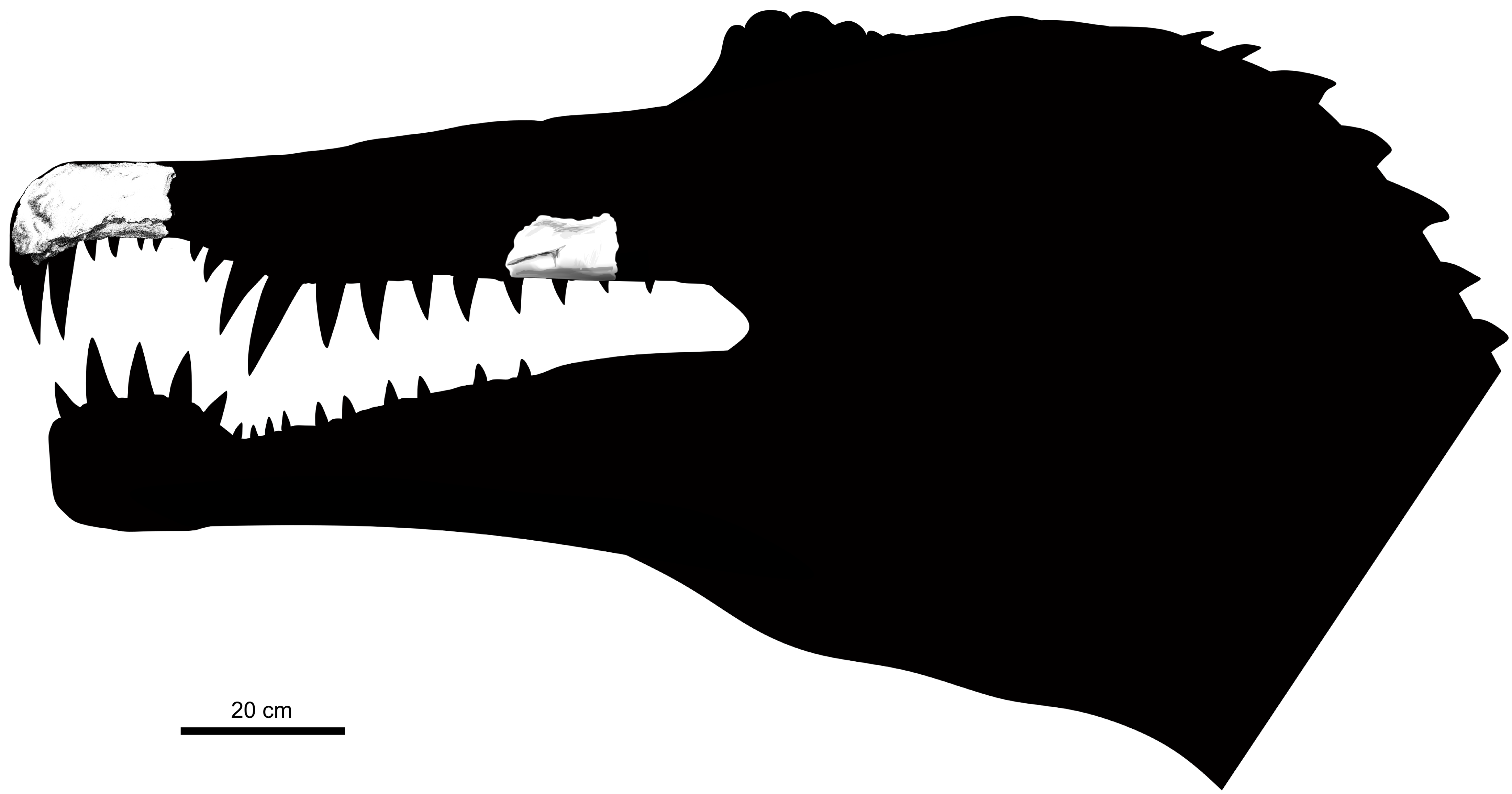
De gevonden schedelelementen in het wit

De soort is in 2011 benoemd en beschreven door Alexander Kellner, Sergio Azevedeo, Elaine Batista Machado, Luciana Carvalho en Deise Henriques. De geslachtsnaam verwijst naar Oxalá, de hoogste mannelijke godheid in de Yorubareligie. De soortaanduiding verwijst naar het Portugese woord quilombo, wat een gemeenschap van gevluchte slaven, quilombola aanduidt, die Cajual eens bewoonden. De connectie met Afrika verwijst mede naar de hypothese dat het vondstgebied een periode in het Krijt wel met het Afrikaanse continent maar niet met het Zuid-Amerikaanse verbonden is geweest, wat dan de overeenkomst met de Afrikaanse fauna van die tijd zou verklaren.
Het holotype, MN 6117-V, is gevonden in lagen van de Alcântaraformatie die dateren uit het Cenomanien, ongeveer 95 miljoen jaar oud. Het bestaat uit twee stukken van de schedel: de voorkant van twee verbonden praemaxillae die de snuitpunt uitmaakt. Daarnaast is een tweede fossiel toegewezen: MN 6119-V, een meer naar achteren gelegen fragment van de bovenste tak van een linker-maxilla. Dit is door de getijdenwerking losgewerkt aan het strand aangespoeld. De fossielen, niet van eenzelfde individu afkomstig, maken deel uit van de collectie van het Museu Nacional da Universidade Federal do Rio de Janeiro.

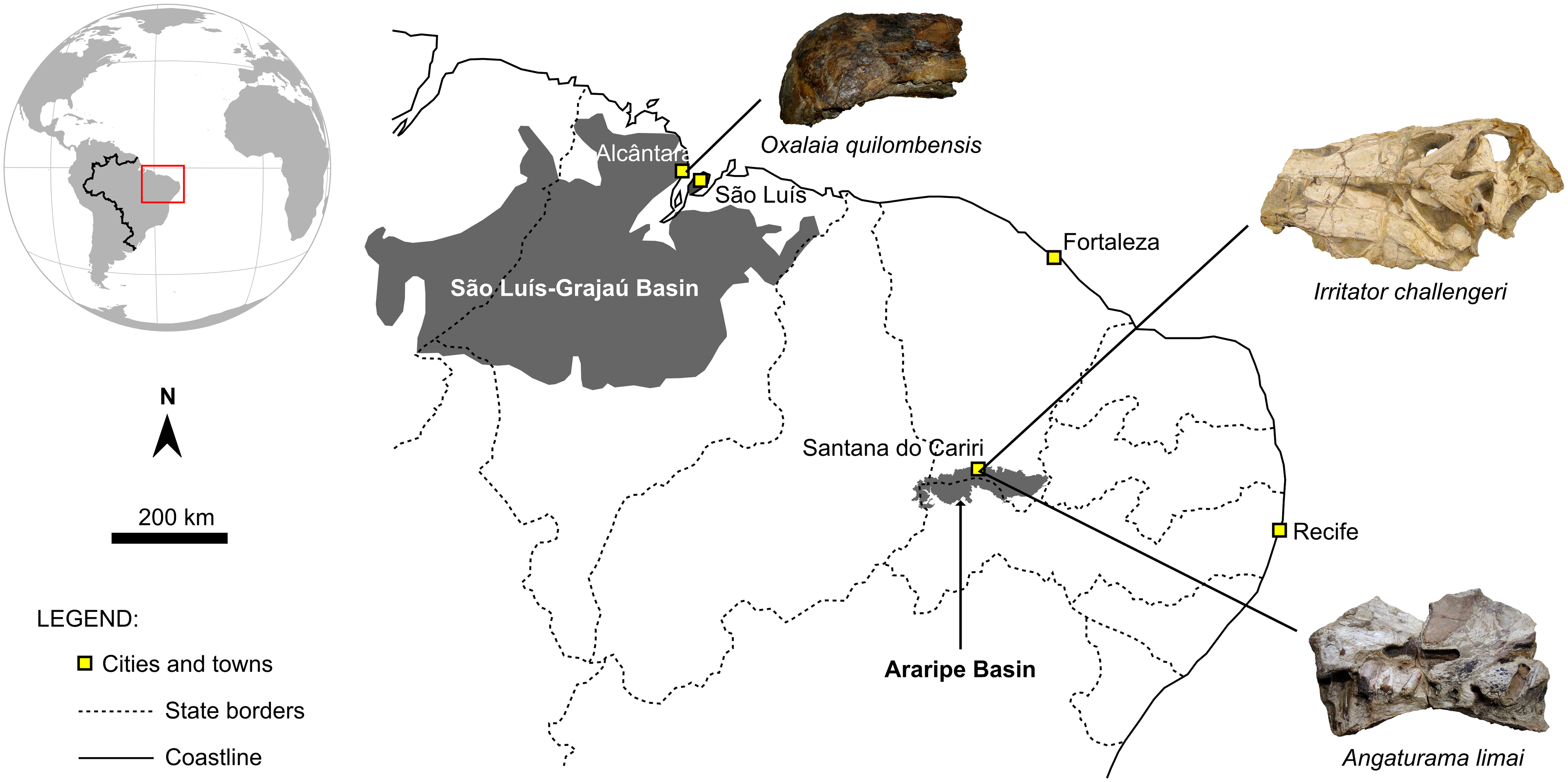
Spinosauride vondsten uit Brazilië

Eerder werd uit de formatie de aanwezigheid van grote hoeveelheden spinosauride tanden gemeld, in twee typen waarvan één overeenkomt met die van Oxalaia. Het tweede type, met een glad glazuur, wijst op een nog onbeschreven soort of vertegenwoordigt afgesleten tanden.

## Beschrijving

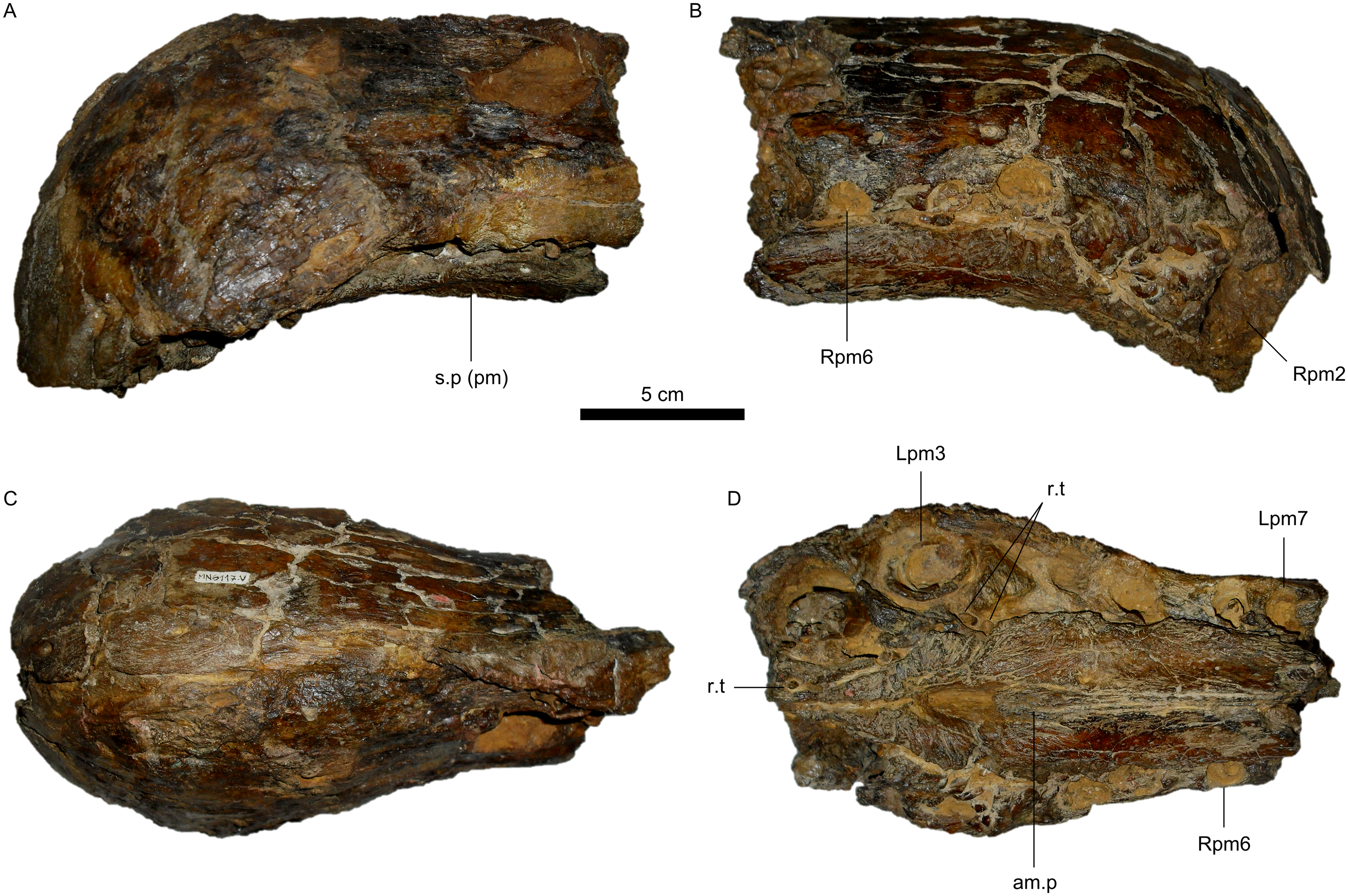
Het holotype in verschillende aanzichten

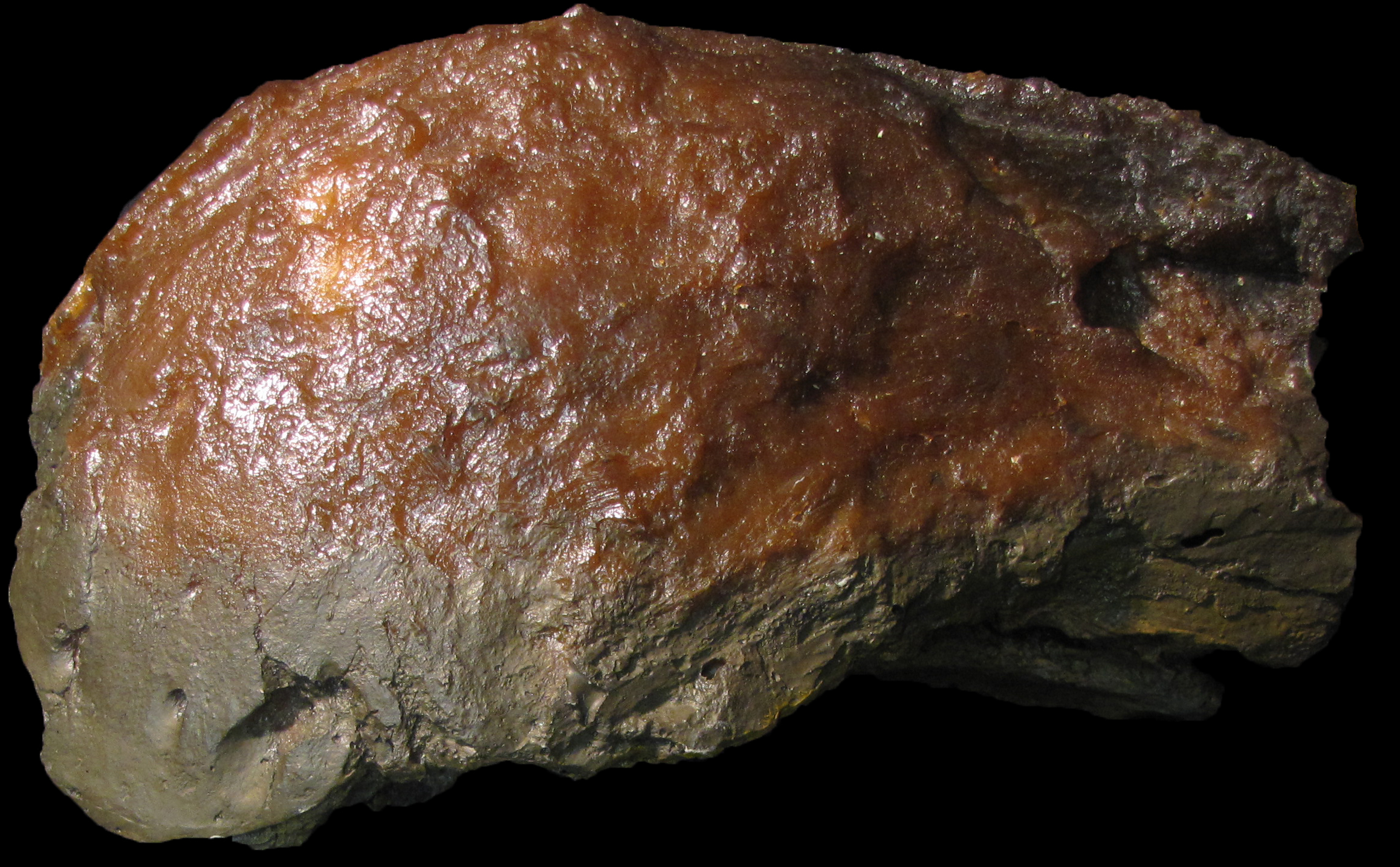
De snuitpunt schuin links van voren bezien

### Grootte en onderscheidende kenmerken
Hoewel de resten beperkt zijn, hebben de beschrijvers de lengte van Oxalaia geschat op twaalf à veertien meter, het gewicht op vijf tot zeven ton. Daarmee is de soort de grootste theropode die ooit in Brazilië is gevonden en een van de grootste theropoden in het algemeen.
De beschrijvers wisten enkele onderscheidende kenmerken vast te stellen. Sommige daarvan zijn unieke afgeleide eigenschappen, autapomorfieën: het uiteinde van de snuit heeft zijn breedste punt tussen de derde en vierde tand; intern is de voorste punt van de maxillae waar deze tussen de praemaxillae dringt, erg dun in bovenaanzicht; boven de derde functionele tand zijn gelijktijdig twee vervangingstanden in aanleg aanwezig, een tot nu toe uniek kenmerk onder de theropoden die normaliter slechts één vervangingstand tonen; de onderkant van de praemaxillae is sterk geornamenteerd. Daarnaast vonden ze nog twee kenmerken die op zich niet uniek zijn maar samen een unieke combinatie opleveren: de tanden hebben, anders dan bij Cristatusaurus en Suchomimus geen kartelingen; tussen de vijfde en zesde tand bevindt zich een hiaat of diasteem maar dit is korter dan bij Spinosaurus.
De soort verschilt van Angaturama door een snuit die breder is en geen kam draagt. De snuit is zowel achteraan, achter de derde maxillaire tand, als aan de snuitpunt meer geleidelijk afgerond dan bij Spinosaurus, zodat in bovenaanzicht een ovaal profiel ontstaat in plaats van een paddenstoelachtige omtrek. Anders dan bij Baryonyx, Suchomimus en Cristatusaurus is de eerste premaxillaire tand veel kleiner dan de andere tanden in de praemaxilla.

### Skelet
Het holotype heeft een lengte van 201 millimeter en een bewaarde breedte van 115 millimeter. De geschatte breedte van de snuit is 126 millimeter. De hoogte is 103 millimeter. Hieruit is een geschatte schedellengte bepaald van 135 centimeter. Het fragment breekt aan beide zijden midden in de zevende tand af; men neemt aan dat het aantal premaxillaire tanden inderdaad zeven heeft bedragen. De eerste tand is vrij klein, de tweede en derde zijn het grootst. De eerste tand heeft minder dan de helft van de breedte van de achterliggende tanden, een afgeleid kenmerk. Afgeleid is ook dat de gapingen tussen de achterste premaxilaira tanden, hun diastemata, relatief wijd zijn, vooral tussen de vijfde en zesde tand. Omdat van de tanden alle kronen afgebroken zijn, valt hun exacte grootte niet te bepalen maar de derde en vooral de tweede moeten van een aanzienlijke omvang zijn geweest. De tanden hebben een ovale doorsnede. De snuit vormt vooraan een verbrede rozet, wel gezien als een vangstapparaat voor glibberige vissen. Deze rozet heeft een ovaal profiel in bovenaanzicht door een relatief afgeronde snuitpunt en een niet erg abrupte insnoering aan de achterzijde. De snuit is het smalst tussen de zesde en zevende tand. De snuitpunt is iets naar beneden gebogen. De interne vleugels van de praemaxillae vormen een secundair verhemelte dat net als bij veel verwanten nog onder de tandrijen uitzakt. De dunheid van de voorste interne tak van het bovenkaaksbeen, in bovenaanzicht, was volgens een studie uit 2017 niet speciaal in vergelijking met andere spinosauride specimina.
Het stuk maxilla, zo'n twaalf centimeter lang, toont nog drie tandkassen. Het is vermoedelijk afkomstig van het gedeelte vlak achter het neusgat.

## Fylogenie

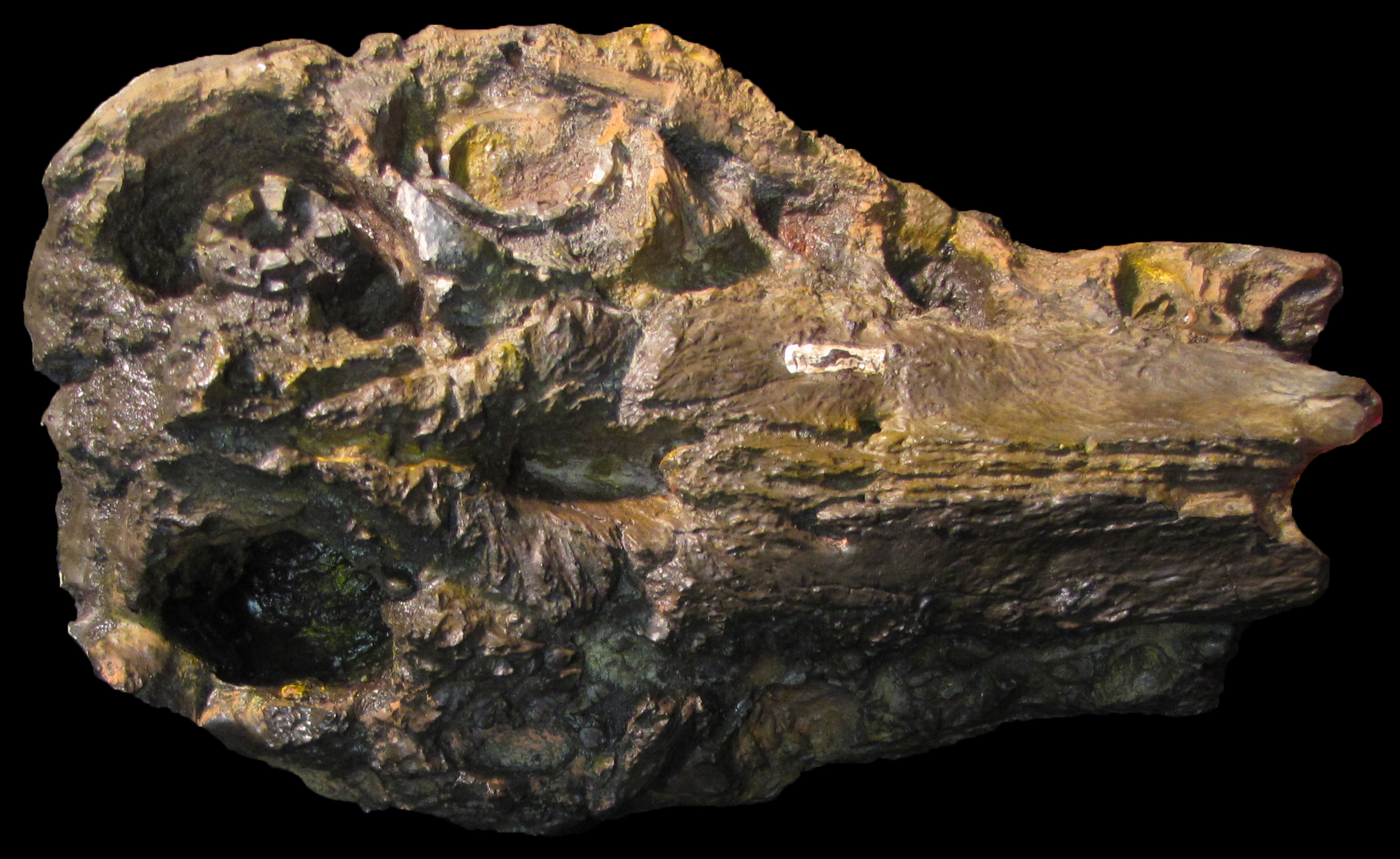
De snuitpunt van onderen bekeken, waarbij de enorme grootte van de voorste tandkassen opvalt

Binnen de Spinosauroidea is Oxalaia in de Spinosauridae geplaatst, meer bepaaldelijk in de Spinosaurinae. Het is de grootste spinosauride op Spinosaurus zelf na. Oxalaia is volgens de beschrijvers nauwer verwant aan de Afrikaanse dan aan andere Braziliaanse spinosaurinen.
Het volgende kladogram, de uitkomst van een studie uit 2017, toont een mogelijke positie van Oxalaia in de evolutionaire stamboom:
|  | Condorraptor     |
|  |                  |
|  | Marshosaurus     |
|  |                  |
|  | Piatnitzkysaurus |
|  |                  |

|  | Irritator                                                                                |
|  |                                                                                          |
|  | \| \| Oxalaia \| \| \| \| \| \| MSNM V4047 (Spinosaurus of Sigilmassasaurus) \| \| \| \| |
|  |                                                                                          |
|  | Oxalaia                                                                                  |
|  |                                                                                          |
|  | MSNM V4047 (Spinosaurus of Sigilmassasaurus)                                             |
|  |                                                                                          |

|  | Oxalaia                                      |
|  |                                              |
|  | MSNM V4047 (Spinosaurus of Sigilmassasaurus) |
|  |                                              |

|  | Irritator                                                                                |
|  |                                                                                          |
|  | \| \| Oxalaia \| \| \| \| \| \| MSNM V4047 (Spinosaurus of Sigilmassasaurus) \| \| \| \| |
|  |                                                                                          |
|  | Oxalaia                                                                                  |
|  |                                                                                          |
|  | MSNM V4047 (Spinosaurus of Sigilmassasaurus)                                             |
|  |                                                                                          |

|  | Oxalaia                                      |
|  |                                              |
|  | MSNM V4047 (Spinosaurus of Sigilmassasaurus) |
|  |                                              |

|  | Irritator                                                                                |
|  |                                                                                          |
|  | \| \| Oxalaia \| \| \| \| \| \| MSNM V4047 (Spinosaurus of Sigilmassasaurus) \| \| \| \| |
|  |                                                                                          |
|  | Oxalaia                                                                                  |
|  |                                                                                          |
|  | MSNM V4047 (Spinosaurus of Sigilmassasaurus)                                             |
|  |                                                                                          |

|  | Oxalaia                                      |
|  |                                              |
|  | MSNM V4047 (Spinosaurus of Sigilmassasaurus) |
|  |                                              |

|  | Irritator                                                                                |
|  |                                                                                          |
|  | \| \| Oxalaia \| \| \| \| \| \| MSNM V4047 (Spinosaurus of Sigilmassasaurus) \| \| \| \| |
|  |                                                                                          |
|  | Oxalaia                                                                                  |
|  |                                                                                          |
|  | MSNM V4047 (Spinosaurus of Sigilmassasaurus)                                             |
|  |                                                                                          |

|  | Oxalaia                                      |
|  |                                              |
|  | MSNM V4047 (Spinosaurus of Sigilmassasaurus) |
|  |                                              |

|  | Condorraptor     |
|  |                  |
|  | Marshosaurus     |
|  |                  |
|  | Piatnitzkysaurus |
|  |                  |

|  | Irritator                                                                                |
|  |                                                                                          |
|  | \| \| Oxalaia \| \| \| \| \| \| MSNM V4047 (Spinosaurus of Sigilmassasaurus) \| \| \| \| |
|  |                                                                                          |
|  | Oxalaia                                                                                  |
|  |                                                                                          |
|  | MSNM V4047 (Spinosaurus of Sigilmassasaurus)                                             |
|  |                                                                                          |

|  | Oxalaia                                      |
|  |                                              |
|  | MSNM V4047 (Spinosaurus of Sigilmassasaurus) |
|  |                                              |

|  | Irritator                                                                                |
|  |                                                                                          |
|  | \| \| Oxalaia \| \| \| \| \| \| MSNM V4047 (Spinosaurus of Sigilmassasaurus) \| \| \| \| |
|  |                                                                                          |
|  | Oxalaia                                                                                  |
|  |                                                                                          |
|  | MSNM V4047 (Spinosaurus of Sigilmassasaurus)                                             |
|  |                                                                                          |

|  | Oxalaia                                      |
|  |                                              |
|  | MSNM V4047 (Spinosaurus of Sigilmassasaurus) |
|  |                                              |

|  | Irritator                                                                                |
|  |                                                                                          |
|  | \| \| Oxalaia \| \| \| \| \| \| MSNM V4047 (Spinosaurus of Sigilmassasaurus) \| \| \| \| |
|  |                                                                                          |
|  | Oxalaia                                                                                  |
|  |                                                                                          |
|  | MSNM V4047 (Spinosaurus of Sigilmassasaurus)                                             |
|  |                                                                                          |

|  | Oxalaia                                      |
|  |                                              |
|  | MSNM V4047 (Spinosaurus of Sigilmassasaurus) |
|  |                                              |

|  | Irritator                                                                                |
|  |                                                                                          |
|  | \| \| Oxalaia \| \| \| \| \| \| MSNM V4047 (Spinosaurus of Sigilmassasaurus) \| \| \| \| |
|  |                                                                                          |
|  | Oxalaia                                                                                  |
|  |                                                                                          |
|  | MSNM V4047 (Spinosaurus of Sigilmassasaurus)                                             |
|  |                                                                                          |

|  | Oxalaia                                      |
|  |                                              |
|  | MSNM V4047 (Spinosaurus of Sigilmassasaurus) |
|  |                                              |